# クアンティック・ドリーム
クアンティック・ドリーム（Quantic Dream）は、1997年に設立されたフランスのパリに拠点を置くゲーム制作会社である。 映画やゲームのモーションキャプチャも引き受けている。

## 歴史

1997年から2020年の間までに使われていたロゴ

1999年にPCとドリームキャスト用ソフト『Omikron: The Nomad Soul』を第一作目として開発。このゲームの音楽はデヴィッド・ボウイが担当している。その後「Quark」というゲームを開発していたが後にキャンセルされた。2002年に『ファーレンハイト』(北米版タイトルは Indigo Prophecy)の開発に着手し始める。このゲームでは、プレイヤーの選択によって様々なストーリーが楽しめるインタラクティブシネマ技術が取り入れられた。この技術は、以後の作品において同社を代表するジャンルとなる。
ファーレンハイトは発売前から世界的に高い評価を受け クアンティック・ドリーム公式サイトによると80万本を売り上げた。2005年にはPS3用ソフト『HEAVY RAIN -心の軋むとき-』と「Omikron 2」の開発を発表。『HEAVY RAIN -心の軋むとき-』は2006年に行われたE3で発表したデモ映像で鮮明なグラフィックなどが高い評価を呼び 2010年に発売された後200万本の売り上げを記録した。
『HEAVY RAIN -心の軋むとき-』が3タイトルを獲得した英国アカデミー賞BAFTAのビデオゲームアワードで、ケイジは「ゲームは同じものを求めてきた。強さを持った悪に対抗する主人公像は、ゲームの中ではごく一部にしか過ぎない。他に存在する様々な物語、感情は画期的な材料になりつつあり、我々は今後これらを取り入れることが出来るだろう。」とコメントしている。
会社設立25周年にあたる2022年、他のデベロッパーへの幅広いパブリッシングを行っていくことを目的とし、中国のゲーム制作会社、NetEase Gamesの傘下に入ることを正式に発表。NetEase Gamesは2019年からクアンティック・ドリームへの投資を継続的に行っていた。

## 今後のプロジェクト
ドイツのゲームイベント『gamescom2022』冒頭において、開発中の最新作『Under The Waves』の映像が公開された。

## 主な製作ゲーム
| タイトル                     | 発売時期 | プラットフォーム                                                   |
| ---------------------------- | -------- | ------------------------------------------------------------------ |
| Omikron: The Nomad Soul      | 1999年   | Windows                                                            |
| Omikron: The Nomad Soul      | 2000年   | ドリームキャスト                                                   |
| ファーレンハイト             | 2005年   | Windows / PlayStation 2 / Xbox                                     |
| ファーレンハイト             | 2007年   | Xbox 360                                                           |
| HEAVY RAIN 心の軋むとき      | 2010年   | PlayStation 3                                                      |
| HEAVY RAIN 心の軋むとき      | 2016年   | PlayStation 4                                                      |
| HEAVY RAIN 心の軋むとき      | 2019年   | Windows                                                            |
| BEYOND: Two Souls            | 2013年   | PlayStation 3                                                      |
| BEYOND: Two Souls            | 2015年   | PlayStation 4                                                      |
| BEYOND: Two Souls            | 2019年   | Windows                                                            |
| デトロイト ビカム ヒューマン | 2018年   | PlayStation 4                                                      |
| デトロイト ビカム ヒューマン | 2019年   | Windows                                                            |
| Under The Waves              | 2023年   | PlayStation 5 / PlayStation 4 / Xbox Series X/S / Xbox One / Steam |
| スター・ウォーズ エクリプス  | 未定     | 未定                                                               |